# Этельрик (король Дейры)
Этельрик (англ. Æthelric; умер в 593 или 604) — сын или брат Эллы, король Дейры в 588—604 годах.

## Биография
Происхождение Этельрика однозначно не установлено: возможно, он был братом или дядей Эдвина Святого, сына Эллы Дейрского. В «Англосаксонской хронике» сообщается, что в 588 году Этельрик сменил Эллу на престоле Дейры. Другими возможными датами восшествия Этельрика на престол называют 590 и 599 годы. Существует вероятность того, что Этельрик сменил Эллу по причине малолетства своего племянника или после убийства Эллы, так как сам был в этом замешан.
О дальнейшей судьбе Этельрика достоверных сведений не сохранилось. Беда Достопочтенный в «Церковной истории народа англов» писал о том, что в 604 году Дейра была захвачена Этельфритом Берницийским. Обстоятельства этой аннексии неясны, а об участии Этельрика в этом событии не сообщается. По одному предположению, Этельрик был убит во время шедшей тогда войны с Берницией, а Этельфрит сначала посадил на её трон зависимого от себя короля-вассала, но потом устранил того, возможно, по причине неповиновения. По другому мнению, основанному на свидетельстве «Англосаксонской хроники», Этельрик лишился престола ещё в 593 году. Сторонники этой версии считают, что Дейра была завоёвана Этельфритом сразу после его прихода к власти в Берниции.
Для того, чтобы узаконить свою власть над Дейрой, Этельфрит сразу же после её подчинения женился на дочери Эллы Ахе. Её брат Эдвин, у которого были свои притязания на трон, бежал из страны в Гвинед к королю Иаго ап Бели: возможно, он покинул Дейру сразу после прихода к власти Этельрика. Впоследствии Этельфрит приложил большие усилия для того, чтобы устранить своего соперника.
У Этельрика было несколько сыновей, в том числе и Осрик. Однако, в отличие от Эдвина, они находились в изгнании в Ирландии. После смерти Эдвина Осрик возвратился на родину, где был избран королём, но смог утвердиться только в Дейре, таким образом вернув себе престол отца. Королём же Берниции стал старший сын Этельфрита Энфрит.